# Liste der Einträge im National Register of Historic Places im Brooks County (Texas)
Die Liste der Einträge im National Register of Historic Places im Brooks County führt alle Bauwerke und historischen Stätten im texanischen Brooks County auf, die in das National Register of Historic Places aufgenommen wurden.

Lage des Brooks Countys in Texas

| Lfd. Nr. | Name im NRHP             | Bild | Datum der Eintragung | Adresse/Lage      | Ort        | NRHP-ID  | Beschreibung |
| -------- | ------------------------ | ---- | -------------------- | ----------------- | ---------- | -------- | ------------ |
| 1        | Brooks County Courthouse |      | 10. Apr. 2012        | 100 E. Miller St. | Falfurrias | 12000193 |              |